# Golden Grove, South Australia
Golden Grove är en ort i Australien. Den ligger i kommunen Tea Tree Gully och delstaten South Australia, omkring 20 kilometer nordost om delstatshuvudstaden Adelaide. Antalet invånare är 8 976.